# Arkedo Studio
Arkedo Studio war ein französisches Entwicklungsstudio für Videospiele, das 2006 von Camille Guermonprez und Aurélien Régard gegründet wurde. Das Unternehmen veröffentlichte 2007 ihr erstes Spiel, Nervous Brickdown für Nintendo DS.

## Entwickelte Spiele
| Titel                               | Plattform(en)                              | Erstveröffentlichung |
| ----------------------------------- | ------------------------------------------ | -------------------- |
| Nervous Brickdown                   | Nintendo DS                                | 2007                 |
| Big Bang Mini                       | Nintendo DS                                | 2009                 |
| Arkedo Series - 01 JUMP!            | Xbox Live Indie Games, PlayStation Network | 2009                 |
| Arkedo Series - 02 SWAP!            | Xbox Live Indie Games, PlayStation Network | 2009                 |
| Arkedo Series - 03 PIXEL!           | Xbox Live Indie Games, PlayStation Network | 2009                 |
| OMG: Our Manic Game                 | Windows Phone                              | 2010                 |
| Hell Yeah! Wrath of the Dead Rabbit | Steam, Xbox Live Arcade, PlayStation 3     | 2012                 |
| Poöf vs. the Cursed Kitty           | Steam, Windows                             | 2013                 |